# Charaxes lenis
Charaxes lenis är en fjärilsart som beskrevs av Jordan 1929. Charaxes lenis ingår i släktet Charaxes och familjen praktfjärilar. Inga underarter finns listade i Catalogue of Life.